# O Dono do Mundo
O Dono do Mundo é uma telenovela brasileira  que foi produzida e exibida pela TV Globo em 20 de maio de 1991 até 3 de janeiro de 1992, em 197 capítulos. Substituiu Meu Bem, Meu Mal e foi substituída por Pedra sobre Pedra, sendo a 44.ª "novela das oito" exibida pela emissora.
Teve a autoria de Gilberto Braga, com a colaboração de Leonor Bassères, Ricardo Linhares, Sérgio Marques e Ângela Carneiro. A direção foi de Dennis Carvalho (também diretor geral), Ricardo Waddington, Mauro Mendonça Filho e Ivan Zettel.
Contou com a participação de Antônio Fagundes, Malu Mader, Fernanda Montenegro, Glória Pires, Kadu Moliterno, Ângelo Antônio, Letícia Sabatella e Nathalia Timberg.

## Enredo
O antiético cirurgião plástico Felipe Barreto, casado por interesse com Stella, filha do rico empresário Herculano Maciel, sente uma forte atração por Márcia, uma simplória professora, tímida e suburbana, noiva de Walter, um funcionário de sua clínica. Essa fascinação aumenta quando ele descobre que a garota é virgem. Durante o casamento de Márcia, Felipe aposta uma caixa de champanhe com Júlio, gerente da clínica, dizendo que fará amor com a moça antes do noivo. A fim de alcançar seu objetivo, ele oferece uma viagem ao Canadá para o casal. No estrangeiro, arma para que Walter se distancie e seduz Márcia quando a mesma o procura. Com efeito, a moça, antes de sua noite de núpcias, acaba se rendendo a Felipe, o que faz com que sua vida desmorone: Walter, ao descobrir a traição, comete o suicídio. Márcia consequentemente passa a sofrer inúmeras dificuldades até ser expulsa de casa pela própria família. Começa então a se dedicar somente à vingança contra o médico.
Ao mesmo tempo vemos o drama de Taís, vizinha de Márcia, moça simples que, para ascender na vida, decide se prostituir, contando para isso com a ajuda de Olga Portela, uma sofisticada cafetina, mulher que sabe os segredos do passado de Felipe e de sua família.

## Elenco
| Interprete              | Personagem                      |
| ----------------------- | ------------------------------- |
| Antônio Fagundes        | Felipe Barreto                  |
| Malu Mader              | Márcia Nogueira                 |
| Glória Pires            | Stella Maciel                   |
| Fernanda Montenegro     | Olga Portela                    |
| Nathália Timberg        | Constância Eugênia Barreto      |
| Ângelo Antônio          | Guilherme Nogueira (Beija-Flor) |
| Letícia Sabatella       | Taís Arruda Camargo             |
| Kadu Moliterno          | Rodolfo Mendes Garcia           |
| Stênio Garcia           | Herculano Maciel                |
| Paulo Gorgulho          | Otávio                          |
| Antônio Calloni         | William Camargo                 |
| Daniel Dantas           | Júlio Dumont                    |
| Maria Padilha           | Karina Dumont (Karen)           |
| Paulo Goulart           | Altair Barreto                  |
| Ana Rosa                | Nancy Nogueira                  |
| Hugo Carvana            | Lucas Veronese                  |
| Odete Lara              | Ester Veronese                  |
| Cláudio Corrêa e Castro | Vicente Arruda                  |
| Beatriz Lyra            | Almerinda Arruda                |
| Susana Ribeiro          | Isabel                          |
| Marcelo Serrado         | Umberto Nogueira                |
| Daniella Perez          | Yara Maciel                     |
| Betty Gofman            | Gilda Arruda                    |
| Tássia Camargo          | Terezinha de Jesus              |
| Antônio Grassi          | Darci Nogueira                  |
| Otávio Muller           | Arlindo                         |
| Jacqueline Laurence     | Zoraide                         |
| Betty Erthal            | Aracy                           |
| Alexia Dechamps         | Liliane                         |
| Jairo Mattos            | Fernando                        |
| Jorge Pontual           | Alfredo Soares (Xará)           |
| Cristina Galvão         | Celeste                         |
| Yaçanã Martins          | Judite                          |
| Maria Helena Pader      | Irene                           |
| Rodrigo Mendonça        | Germano                         |
| Tuca Andrada            | Ladislau                        |
| Aloísio de Abreu        | Waldir                          |
| Nildo Parente           | Alceu                           |
| João Signorelli         | Pinta                           |
| Fernanda Young          | Jurema                          |
| Cristina Ribeiro        | Jacira                          |
| Christina Montenegro    | Susana                          |
| Jairo Lourenço          | Ismael                          |
| Paulo Rezende           | Lauro                           |
| Jonathan Nogueira       | Paulo Mendes Dumont (Paulinho)  |
| Leandro Figueiredo      | Marcelo Dumont                  |

### Participações especiais
| Interprete          | Personagem       |
| ------------------- | ---------------- |
| Tadeu Aguiar        | Walter           |
| Lucinha Lins        | Vanda            |
| Jece Valadão        | Tabajara         |
| Chico Díaz          | Durval           |
| Mara Carvalho       | Beatriz          |
| Cláudia Magno       | Flavia Araripe   |
| Betina Vianny       | Mariana          |
| Denis Carvalho      | Rubens           |
| Paula Burlamaqui    | Cléo             |
| Paulo Figueiredo    | Tavares          |
| Ary Coslov          | Sálvio           |
| Isadora Ribeiro     | Dóris            |
| Milton Moraes       | Lopes Rezende    |
| Lúcio Costa         | Lauro            |
| Jandir Ferrari      | Miro (Valdomiro) |
| Henri Pagnocelli    | Henrique         |
| John Herbert        | Hernandes        |
| Angelita Feijó      | Andréa           |
| Pedro Cardoso       | Oscar            |
| Ivan Cândido        | Adolfo           |
| Renato Aragão       | Ele mesmo        |
| Dedé Santana        | Ele mesmo        |
| Mussum              | Ele mesmo        |
| Kate Lyra           | Valerie Renault  |
| Tony Ferreira       | Moraes           |
| Marina Miranda      | Zuleica          |
| Patrícia Novaes     | Odete            |
| Monique Alves       | Isaura           |
| Dayse Tenório       | Eva              |
| Constância Lavíola  | Leila            |
| Mario Cesar Camargo | Pietro Mollinari |

## Produção
Em O Dono do Mundo, pela primeira vez na teledramaturgia brasileira, foi descartado o usual processo de gravar as externas em frente a uma fachada, e as internas, em estúdio. A emissora construiu uma casa totalmente cenográfica. A mesma tecnologia utilizada para a construção das cidades cenográficas foi aplicada na montagem da casa, cenário dos personagens Lucas e Ester. Cada capítulo de O Dono do Mundo custa 30 000 dólares em média, ou três vezes mais que os de Carrossel, novela mexicana exibida pelo concorrente SBT no mesmo horário.

### Vinheta de abertura
Produzida por Hans Donner, mostrava a sobreposição de imagens de mulheres sensuais sobre o globo em uma antológica sequência do filme O Grande Ditador de Charles Chaplin. No entanto, os direitos autorais de uso das imagens demoraram para serem cedidos. Chegou a ser gravada uma abertura alternativa com o modelo Beto Simas nas mesmas ações de Chaplin no filme, mas depois a versão original foi liberada com os direitos sobre as imagens cedidos a Donner, que declarou: "Para usar o filme, descobri quem era o chefão da distribuidora. Por sorte, ele viu uma exposição minha em Londres e gostava do meu trabalho". Para a versão de exportação da novela, uma terceira abertura era exibida, sem as cenas de Chaplin.

### Escolha do elenco
Inicialmente, o papel de Guilherme, o Beija-Flor, foi escrito por Gilberto Braga para Felipe Camargo, com quem tinha trabalhado em Anos Dourados, mas o ator na época enfrentava problemas no casamento e não fez a novela, que foi entregue para Ângelo Antônio, que faria par com Letícia Sabatella, com quem se casou pouco tempo depois, ambos fazendo sua estreia na Rede Globo. A novela também marca a estreia de Paulo Gorgulho na TV Globo, no papel de Otávio, o ator vinha do sucesso na novela Pantanal apresentada pela Rede Manchete. Antônio Fagundes fazia seu primeiro vilão, escrito para ele, que na mesma época estava também no ar no seriado Mundo da Lua, exibido pela TV Cultura e por um período na Rede Globo. Fernanda Montenegro viveu a cafetina Olga, voltou a contracenar com Nathalia Timberg, com quem trabalhava desde 1956, quando ambas se revezavam nos papéis principais dos antigos teleteatros. A personagem Stella, segundo sua intérprete Glória Pires, teve inspiração na personagem de Mimi Rogers no filme Perigo na Noite de Ridley Scott. A atriz chegou ao fim da novela grávida de sua segunda filha. Aos 63 anos, Odete Lara participou de sua primeira novela, como a personagem Ester, em quem Felipe faz uma cirurgia plástica malsucedida logo no início da trama. Gilberto Braga já havia convidado a atriz para atuar em Vale Tudo, como a vilã Odete Roitman, mas ela não aceitou o papel. Foi o primeiro papel de destaque vivido por Daniella Perez, que antes havia feito uma participação em Barriga de Aluguel e o primeiro trabalho de Paulo Goulart em uma novela de Gilberto Braga. Também era a primeira vez em que trabalhou com Dennis Carvalho e com Antônio Fagundes, que interpretou seu filho na trama. A roteirista Fernanda Young fez uma participação interpretando Jurema, empregada da personagem de Glória Pires. O Dono do Mundo marcou o último trabalho em televisão do ator Milton Moraes e o penúltimo da atriz Daniella Perez. 

### Roteiro
"O público é estranho. Gostava de Taís, uma prostituta de boate, e adorava Olga, a cafetina (...) No entanto, odiava a heroína. Passei oito meses tentando fazer com que gostassem dela

—Gilberto Braga
Gilberto Braga pretendia incentivar discussões sobre ética que começava com uma aposta sexual, onde Felipe Barreto, um cirurgião plástico, aposta com Júlio, o seu administrador da clínica de cirurgia plástica e amigo, que conseguirá levar para a cama a professora Márcia, noiva virgem de seu funcionário Walter. Felipe vence a aposta ao oferecer de presente ao casal a lua-de-mel no Canadá, indo viajar junto, alegando negócios no país. O cirurgião consegue afastar Walter do hotel e seduz Márcia, que posteriormente buscará vingança. Na cena em que Márcia agride Felipe com um bisturi e vai parar na cadeia, foi uma das alterações no roteiro inseridas por Gilberto Braga para que o público ficasse do lado de Márcia. A degradação moral somada ao charme de Felipe faziam com que os espectadores não se indignassem com as suas armações, o que invalidava a trama principal, a vingança de Márcia. "O mais difícil em televisão é um cara com minha formação escrever para o espectador médio, que em geral não vê filmes sofisticados ou nunca leu um livro", reconhece o autor, para quem os primeiros capítulos da novela O Dono do Mundo foram os mais traumatizantes de tudo que já escreveu: "A trama da novela e a discussão que ela suscitava eram tão próximas do mundo real que acabaram assustando o espectador mais pobre", diz Braga. Para ajudar na reformação da trama, foi convidado Silvio de Abreu para ajudar a equipe a modificar o perfil de alguns personagens e dar maior agilidade ao texto. O nome do personagem Beija-Flor foi uma homenagem ao cantor Cazuza, autor da música-tema do personagem, Codinome Beija-Flor, interpretada por Luiz Melodia. Entre as roupas do figurino do personagem, estava uma camiseta da Sociedade Viva Cazuza.
Houve duas cenas famosas na trama que aconteceram no improviso, ou seja, não estavam presentes no roteiro original. A primeira ocorreu durante a gravação de uma cena envolvendo uma conversa entre os personagens Olga (Fernanda Montenegro), William (Antonio Calloni) e Taís (Letícia Sabatella), quando a lâmpada do abajur presente no cenário explodiu inesperadamente, assustando Calloni e Sabatella, perdendo a concentração. No entanto, Montenegro incorporou o fato inusitado na cena, tranquilizando os colegas e chamando a personagem Aracy (interpretada por Betty Erthal, que não estava presente na cena) para limpar a bagunça. A cena chamou muita atenção da mídia especializada pelo improviso de Montenegro, elogiando a performance da atriz perante a situação inusitada. A segunda cena de improviso ocorreu quando Constância (Nathalia Timberg) estava conversando com Karina (Maria Padilha), quando a atriz encostou no sofá do cenário e quase levou uma queda, sendo socorrida por Padilha.

## Exibição
Foi reexibida na íntegra pelo Viva de 27 de outubro de 2014 a 12 de junho de 2015, substituindo Dancin' Days e sendo substituída por Fera Ferida, à 00h.
Em 2013, o Viva deu ao público a oportunidade de escolher a substituta de Rainha da Sucata às 00h00, e O Dono do Mundo ficou em segundo lugar, sendo a vencedora Água Viva, de 1980.

### Outras Mídias
Em 3 de junho de 2024, foi disponibilizada na íntegra pelo Globoplay, como parte do Projeto Resgate.

### Exibição Internacional
O Dono do Mundo foi vendida para vários países, entre eles Bolívia, Canadá, Chile, Estados Unidos, Paraguai, Portugal, Turquia e Venezuela.

## Música

### Nacional
Capa: Glória Pires
| N.º | Título                           | Música         | Personagem               | Duração |  |
| 1.  | "Querida" (part. Quarteto em Cy) | Tom Jobim      | Abertura                 | 3:31    |  |
| 2.  | "Eu Sei (Na Mira)"               | Marisa Monte   | Yara                     | 2:41    |  |
| 3.  | "Codinome Beija-Flor"            | Luiz Melodia   | Beija-Flor               | 3:44    |  |
| 4.  | "Una Mujer"                      | João Gilberto  | Felipe Barreto           | 3:41    |  |
| 5.  | "Cidade Maravilhosa"             | Caetano Veloso | Locação: Rio de Janeiro  | 2:02    |  |
| 6.  | "Super-Herói"                    | Roberto Carlos | Rodolfo                  | 5:26    |  |
| 7.  | "Dono do Mundo"                  | Nova Era       | Felipe e Márcia          | 3:46    |  |
| 8.  | "Amor Quente"                    | Leda Badaró    | Humberto                 | 4:07    |  |
| 9.  | "Solidão"                        | Gal Costa      | Márcia                   | 3:26    |  |
| 10. | "Sábios Costumam Mentir"         | João Bosco     | Otávio                   | 3:42    |  |
| 11. | "Acontecimentos"                 | Marina Lima    | Taís                     | 4:05    |  |
| 12. | "Logrador"                       | Orlando Morais | Stella                   | 4:33    |  |
| 13. | "Serena"                         | Nova Era       | Gilda                    | 2:20    |  |
| 14. | "Coração de Gelo"                | Edmon Costa    | Herculano                | 4:43    |  |
| 15. | "Rap da Rapa"                    | Ademir Lemos   | Locação: Subúrbio do Rio | 4:46    |  |

### Internacional
Capa: Ângelo Antônio
| N.º | Título                                       | Música              | Personagem        | Duração |  |
| 1.  | "Unforgettable" (part. Nat King Cole)        | Natalie Cole        | Felipe e Stella   | 3:27    |  |
| 2.  | "I've Been Thinking About You"               | Londonbeat          | Geral             | 4:40    |  |
| 3.  | "I Love You"                                 | Vanilla Ice         | Geral             | 3:46    |  |
| 4.  | "Sadeness"                                   | Enigma              | Geral             | 4:13    |  |
| 5.  | "Unconditional Love"                         | Susanna Hoffs       | Yara              | 3:48    |  |
| 6.  | "Pretty Baby (Sweet Lady)"                   | Jeff Rubin          | Geral             | 3:20    |  |
| 7.  | "Morning Dew"                                | Byron Prescott      | Geral             | 2:46    |  |
| 8.  | "Cry for Help"                               | Rick Astley         | Otávio e Márcia   | 4:48    |  |
| 9.  | "Gonna Make You Sweat (Everybody Dance Now)" | C & C Music Factory | Geral             | 4:03    |  |
| 10. | "You Are Everything"                         | Rod Stewart         | Júlio e Terezinha | 3:42    |  |
| 11. | "Only Time Will Tell"                        | Nelson              | Beija-Flor        | 3:52    |  |
| 12. | "What's a Woman"                             | Vaya Con Dios       | Taís              | 3:31    |  |
| 13. | "The Day That Love Died"                     | Revoc               | Geral             | 4:00    |  |
| 14. | "Spring Love"                                | The Cover Girls     | Geral             | 3:31    |  |

## Repercussão
A reação do público perante o enredo principal foi negativa. Pesquisas de opinião foram feitas, nas quais os telespectadores apontavam que não aceitavam as vitórias de Felipe Barreto e não acreditavam que uma jovem bem formada e vivendo no Rio de Janeiro da década de 1990 como Márcia fosse seduzida tão facilmente pelo cirurgião. Os autores não imaginavam que virgindade feminina era considerado um tabu no país no início dos anos 90.
O público também não aceitou o fato de Márcia entregar a sua virgindade a outro homem, e não com seu marido, na sua plena lua de mel, o que fez com que os telespectadores não torcessem pela vingança de Márcia contra o cirurgião plástico. Segundo Gilberto Braga, além da novela ter uma heroína impopular e um vilão que era admirado, ele acha que pesou a mão na crítica social, o que não obteve bom resultado.
Próximo do final, Felipe se revela um verdadeiro canalha, a Golden Cross, que se aproveitou da fase em que o personagem era bom para o utilizar como "garoto propaganda", mudou seu anúncio da sua campanha publicitária, por outro em que Antônio Fagundes se distanciava do personagem, lembrando que a vida não é novela. O público, porém, torcia pelo casal de personagens Taís e Beija-Flor, este último, graças ao seu carisma, foi tão grande com o público que o perfil do personagem foi modificado ao longo da história. Ele deixou de se envolver com marginais e de fazer surfe ferroviário, tornando-se uma pessoa honesta e íntegra. Suas ações inspiraram uma campanha sobre ética promovida pela Associação Brasileira de Marketing.
Na versão internacional houve uma reformulação na cena em que Márcia bate à porta do quarto de Felipe e se entrega a ele, atitude criticada pelo público no Brasil. Na nova cena, ouve-se a voz da atriz Malu Mader, e, em seguida, as imagens que aparecem mostram a personagem já na cama com o médico. "Achei que estava criando um monstro repugnante, mas o público ficou do lado dele", relembra Gilberto, que afirmou que Felipe Barreto era seu vilão favorito. Grupos de discussão, recurso usado pela TV Globo para avaliar programas entre telespectadores, apontavam a mocinha, a professora Márcia, como "uma galinha", enquanto Felipe Barreto estava "cumprindo seu papel", avaliado pelo autor como: "Foi a reação de uma sociedade machista". A trama foi mudada. Arrependido, o vilão se transformou em um médico bondoso: "Corrigir foi muito complicado. Escrevi quase toda a novela deprimido", disse Gilberto Braga: "Novela é feita para vender sabonete. A ação é interrompida a cada dez minutos para os comerciais. É diferente de um romance".
Outro problema enfrentado pela novela foi a baixa audiência. A mexicana Carrossel, apresentada pelo SBT e concorrente no horário, que tornou-se um grande sucesso. A produção teve que fazer modificações para ganhar público novamente, que aos poucos, os autores conseguiram reconquistar o público. Gilberto Braga reconheceu: "Os telespectadores acharam a trama de "O Dono do Mundo' pessimista e acabou perdendo público para "Carrossel'", disse. "Para tê-los de volta, enchi a novela de raios de sol e esperança", lembra o autor, com ironia. "Ficou boba, mas deu certo".
Fora da telenovela, a Globo recebeu reclamações de diversos cirurgiões, criticando a falta de ética de Felipe Barreto. O Conselho Regional de Profissionais de Relações Públicas do Rio de Janeiro também se manifestou contra a personagem Vanda, interpretada por Lucinha Lins, que plantava notas falsas em colunas sociais. A novela sofreu reclamações do município fluminense de Barra Mansa, o então prefeito da cidade, citada na novela, incentivou a população a enviar cartas de protesto a Gilberto Braga e à Rede Globo que considerou que a cidade era retratada como um local acometido por verminoses e dengue.
Felipe Barreto foi citado na novela A Próxima Vítima, de Silvio de Abreu, exibida pela Globo em 1995. É ele quem faz uma cirurgia plástica em Isabela, personagem de Cláudia Ohana.

### Prêmios
APCA (1991):
- Melhor atriz - Glória Pires
- Melhor ator coadjuvante - Cláudio Corrêa e Castro

Troféu Imprensa (1991):
- Melhor novela
- Melhor atriz - Fernanda Montenegro
- Melhor ator - Antônio Fagundes